# Барышев, Константин Александрович
Константин Александрович Барышев (13 февраля 1923, Сосновка, Тамбовская губерния — 16 мая 2017, Москва) — советский конструктор стрелкового оружия.

## Биография
Родился в селе Сосновка (ныне — районный центр в Тамбовской области) в семье агронома. В 1940 г. поступил в МВТУ имени Н. Э. Баумана. В мае 1942 г. призван в армию и направлен в Ленинградское техническое училище, через несколько месяцев переведен в Артиллерийскую академию имени Ф. Э. Дзержинского, которая в то время (до 1944) располагалась в Самарканде.
Учился на факультете вооружения по специальности «стрелковое оружие».
После окончания академии с 1946 г. работал в конструкторском бюро научно-исследовательского полигона стрелкового и минометного вооружения (НИПСМО) (Щурово). Предложил новые конструкции 9-мм пистолета и участвовал в конкурсе по замене ТТ (1947—1948). Создал образец 7,62-мм автомата под патрон образца 1943 г.
С 1951 г. работал в военном научно-исследовательском институте (НИИ-3 ГРАУ Минобороны). С 1952 года начал разработку облегченного станка колесно-треножной схемы к крупнокалиберному пулемёту Владимирова. Снабдив станок фронтальным опорным лемехом, сумел уменьшить его вес по сравнению с колесным в 2,8 раза, одновременно улучшив кучность стрельбы (за счет смещения вперед точки упора в грунт) и углы горизонтального наведения. В 1955 г. станок Барышева приняли на вооружение.
В дальнейшем совместно со своим учеником Леонидом Степановым занимался созданием станка-треноги для крупнокалиберного пулемёта НСВ, который был принят на вооружение в 1972 году под обозначением 6Т7 (станок Степанова-Барышева).
В 1974 г. по возрасту уволен в запас с военной службы и с должности начальника конструкторского бюро в звании полковник-инженер. В 1974—1991 старший научный сотрудник НИИ.
Кандидат технических наук.